# Associazione Calcio Messina 1929-1930
Questa pagina raccoglie le informazioni riguardanti l'Associazione Calcio Messina nelle competizioni ufficiali della stagione 1929-1930.

## Rosa
| N. |                   | Ruolo | Calciatore              |
| -- | ----------------- | ----- | ----------------------- |
|    | Italia (bandiera) | C     | Luigi Ardrizzi          |
|    | Italia (bandiera) | A     | Carmelo Arena           |
|    | Italia (bandiera) | C     | Giovanni Corallo        |
|    | Italia (bandiera) | A     | Cordera                 |
|    | Italia (bandiera) | D     | Giovanni Corona         |
|    | Italia (bandiera) | A     | Paolo Devoto            |
|    | Italia (bandiera) | D     | Massimo Farina          |
|    | Italia (bandiera) | A     | Salvatore Fidomanzo (I) |
|    | Italia (bandiera) | D     | Fedo Fulci              |
|    | Italia (bandiera) | C     | Giuseppe Ghisalberti    |
|    | Italia (bandiera) | C     | Francesco Grassi        |
|    | Italia (bandiera) | D     | Gaetano Grippi          |

| N. |                   | Ruolo | Calciatore         |
| -- | ----------------- | ----- | ------------------ |
|    | Italia (bandiera) | C     | Pasquale Latella   |
|    | Italia (bandiera) | A     | Ottaviano Misefari |
|    | Italia (bandiera) | P     | Clemente Morando   |
|    | Italia (bandiera) | A     | Felice Palumbo     |
|    | Italia (bandiera) | A     | Quinto Peroso      |
|    | Italia (bandiera) | D     | Luigi Plez         |
|    | Italia (bandiera) | A     | Demetrio Rando     |
|    | Italia (bandiera) | A     | Gino Sassetti      |
|    | Italia (bandiera) | C     | Felice Spizzica    |
|    | Italia (bandiera) | A     | Giovanni Storchi   |
|    | Italia (bandiera) | P     | Tavilla            |